# Bactrocera penefurva
Bactrocera penefurva är en tvåvingeart som beskrevs av Drew 1989. Bactrocera penefurva ingår i släktet Bactrocera och familjen borrflugor. Inga underarter finns listade.